# Pochwała łotrostwa
Pochwała łotrostwa – album studyjny Jacka Kaczmarskiego wydany w 1997 roku przez wytwórnię Pomaton EMI. Program został napisany przed ponowną emigracją artysty, tym razem do Australii, a zarazem napisany podczas pobytu w pałacu w Śmiełowie, gdzie mieści się Muzeum im. Adama Mickiewicza, będący oddziałem Muzeum Narodowego w Poznaniu. To był ostatni album studyjny wydany za życia artysty, do którego nagrania była wykorzystana sama gitara. 
Premiera programu odbyła się w lipcu 1995 roku w „Piwnicy pod Baranami”. Płytę zarejestrowano w studio SONUS w listopadzie 1996 roku.

## Twórcy[1]
- Jacek Kaczmarski – śpiew i gitara

Słowa: Jacek Kaczmarski

Muzyka: Jacek Kaczmarski, oprócz: 2, 3 – muzyka tradycyjna; 18, 20 – Jacek Majewski

## Lista utworów[1]
1. „Czaty śmiełowskie” (03:56)
2. „Karnawał w Victorii” (02:49)
3. „Lećmy Grzesiukiem” (02:47)
4. „Amanci panny S.” (02:45)
5. „Pochwała łotrostwa” (03:47)
6. „Zabić kota” (01:20)
7. „Reportaż Bośnia II (Jackowi Petryckiemu)” (02:12)
8. „Błogosławię zło” (02:04)
9. „Sumienie i historia” (02:04)
10. „Odpowiedź na ankietę „Twój system wartości” (01:55)
11. „Metamorfozy sentymentalne” (02:58)
12. „Żywioły” (01:49)
13. „Coś za coś” (01:59)
14. „Diabeł mój” (01:57)
15. „Teodycea” (01:50)
16. „Blues Odyssa” (04:55)
17. „Ogłoszenie w kosmos (Stanisławowi Lemowi)” (01:15)
18. „Testament ‘95” (06:13)
19. „Niech...” (04:53)
20. „Nadzieja śmiełowska” (03:31)
21. „1788” (03:46)

## Wydania[1]
- 1997 – Pomaton EMI (kaseta, CD, nr kat. 558314, 8558312)
- 2002 – Płyta wydana w albumie dwupłytowym (wraz z płytą Między nami) przez Pomaton EMI (CD, nr kat. 5417442)
- 2004 – Album włączony do Syna marnotrawnego – zestawu 22 płyt wydanego przez Pomaton EMI.
- 2007 – Włączony do Arki Noego – zestawu 37 płyt wydanego przez Pomaton EMI.